# 魚雷艇12号
魚雷艇12号（ローマ字：PT No.12, PT-812）は、海上自衛隊の魚雷艇。11号型魚雷艇の2番艇。

## 艦歴
「魚雷艇12号」は、昭和45年度100t型魚雷艇6012号艇として、三菱重工業下関造船所で1971年4月22日に起工され、1971年12月7日に進水、1972年3月28日に就役し、大湊地方隊余市防備隊第1魚雷艇隊に編入された。
1991年10月4日、除籍。